# 1920年アントワープオリンピックの南アフリカ選手団
1920年アントワープオリンピックの南アフリカ選手団（1920ねんアントワープオリンピックのみなみアフリカせんしゅだん）は、1920年8月14日から9月12日にかけてベルギーのアントウェルペン州アントワープで開催された1920年アントワープオリンピックの南アフリカ選手団、およびその競技結果。

## 概要
今大会は金メダル3個、銀メダル4個、銅メダル3個の合計10個のメダルを獲得した。

## メダル
| メダル | 選手名                                    | 競技   | 種目                   |
| ------ | ----------------------------------------- | ------ | ---------------------- |
| 金     | ベビル・ラッド                            | 陸上   | 男子400m               |
| 銀     | ウィリアム・スミス ジェイムス・ウォーカー | 自転車 | 男子タンデムスプリント |
| 銅     | ベビル・ラッド                            | 陸上   | 男子800m               |